# Hexagenia mexicana
Hexagenia mexicana is een haft uit de familie Ephemeridae. De wetenschappelijke naam van de soort is voor het eerst geldig gepubliceerd in 1885 door Eaton.
De soort komt voor in het Nearctisch gebied en het Neotropisch gebied.